# William Allen (Montanapolitiker)
William R. Allen, född 25 juli 1871 i Deer Lodge County i Montanaterritoriet, död 31 oktober 1953 i Butte i Montana, var en amerikansk politiker (republikan). Han var Montanas viceguvernör 1909–1913.
Allen tillträdde 1909 som viceguvernör och efterträddes 1913 av W.W. McDowell.
Jeannette Rankin besegrade Allen i republikanernas primärval inför kongressvalet 1940.